# Secrétaire d'État au Logement du cabinet fantôme
Le secrétaire d'État au Logement du cabinet fantôme est un ancien membre du cabinet fantôme du Royaume-Uni chargé de l'examen du secrétaire d'État aux Communautés et au Gouvernement local et de son ministère, le département du Logement, des Communautés et du Gouvernement local. 

## Secrétaire d'État de l'ombre
| Nom | Nom                | Nom | Mandat         | Mandat           | Parti politique | Leader de l'Opposition |
| --- | ------------------ | --- | -------------- | ---------------- | --------------- | ---------------------- |
|     | John Healey        |     | 7 octobre 2016 | 6 avril 2020     | Travailliste    | Jeremy Corbyn          |
|     | Thangam Debbonaire |     | 6 avril 2020   | 9 mai 2021       | Travailliste    | Keir Starmer           |
|     | Lucy Powell        |     | 9 mai 2021     | 29 novembre 2021 | Travailliste    | Keir Starmer           |